# Monkey Dust
Monkey Dust es una serie de dibujos animados satírica de origen inglés conocida por su humor excesivamente oscuro y el tratamiento de temas tabú como la violación, el asesinato, el suicidio y la pederastia. Hubo emisiones de esta serie en la BBC3 entre 2003 y 2005. En Latinoamérica fue lanzada el 25 de septiembre de 2009 por I-Sat, dentro del bloque de Adult Swim.

## Lanzamiento en DVD
El 8 de noviembre de 2004, la primera temporada de Monkey Dust fue lanzada en el Reino Unido en DVD. Varias sustituciones musicales tenía que ser a partir de la emisión de televisión (donde la BBC se le permite jugar a cualquier liberación comercial sin permiso), ya que artistas como Cliff Richard y David Gray, no permitirían que su trabajo fuera utilizado en el DVD. En su lugar se utilizaron versiones de las canciones originales.
- Datos: Q2489335